# Pat Summitt

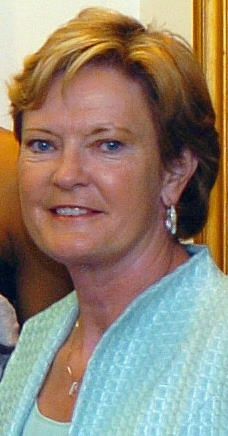
Das Foto von Pat Summitt wurde von Staatssekretär Pete Geren in seinem Büro im Pentagon am 24. Juni 2008 aufgenommen.

Patricia Sue Summitt (geborene Patricia Sue Head, * 14. Juni 1952 in Clarksville, Tennessee; † 28. Juni 2016 in Knoxville, Tennessee) war eine US-amerikanische College-Basketballtrainerin in der National Collegiate Athletic Association (NCAA). Pat Summitt war seit 1974 Trainerin der Lady Volunteers, dem Damen-Basketballteam der University of Tennessee, und führte ihre Teams zu insgesamt acht NCAA Division I Basketball Championships. Sie ist Mitglied der Naismith Memorial Basketball Hall of Fame, der Women’s Basketball Hall of Fame und der FIBA Hall of Fame.

## Karriere
In ihrer Jugend war Summitt eine talentierte Basketballspielerin. Bei der Olympiapremiere dieses Sportes bei den Damen (1976 in Montreal) vertrat sie die Farben der Vereinigten Staaten und gewann unter ihrem Geburtsnamen Head die Silbermedaille. Nach ihrer Spielerkarriere wurde sie Vollzeit-Coach des Teams. Bei den Olympischen Spielen 1984 in Los Angeles gewann Summitt die Goldmedaille als Trainerin des US-Damen-Basketball-Teams. Im August 2011 gab sie bekannt, dass drei Monate zuvor eine früh einsetzende Alzheimer-Erkrankung bei ihr diagnostiziert worden sei. Trotz der Diagnose beendete sie die Saison 2011/12 mit eingeschränkter Funktion mithilfe ihrer langjährigen Assistentin Holly Warlick. Am 18. April 2012 beendete sie ihre Karriere. Sie war bis dahin seit über drei Jahrzehnten ununterbrochen Lady Volunteers-Trainerin und war mit acht NCAA-Division-I-Titeln einer der erfolgreichsten College-Coaches aller Zeiten.
Zu Summitts bekanntesten Spielerinnen zählten die WNBA-Stars Tonya Edwards, Chamique Holdsclaw, Tamika Catchings und Candace Parker.

## Privatleben
Pat Summitt hatte drei Brüder und eine jüngere Schwester. Ihre Kindheit war von Strenge geprägt, da ihr Vater Richard Head weder sich noch seiner Familie harte physische Arbeit auf der heimischen Farm ersparte. Allerdings war er auch ein Basketballfan, weshalb sich die junge Pat für diesen Sport interessierte. Summitt war seit 1980 mit R. B. Summitt II verheiratet. Nach 27 Jahren wurde die Ehe im Jahre 2007 geschieden. Sie hatte aus dieser Ehe einen erwachsenen Sohn.
Pat Summitt starb im Alter von 64 Jahren an den Folgen der Alzheimer-Krankheit.

## Ehrungen
- 2008: Ehrendoktorwürde der United States Sports Academy in Daphne[3]
- 2011: Sports Illustrated Sportler des Jahres, nachdem Summitt eine Rekordmarke für die meisten Siege eines Trainers in der Geschichte der NCAA aufgestellt hatte.[4]
- 2012: Presidential Medal of Freedom[5]